# 坂瀬川村
坂瀬川村（さかせがわむら）は、熊本県の南部、天草郡にかつてあった村である。

## 歴史
- 1889年4月1日 - 町村制施行。一村単独村政として発足。
- 1955年1月1日 - 富岡町、志岐村と合併し苓北町となる。

## 学校
- 坂瀬川村立坂瀬川小学校
- 坂瀬川村立坂瀬川中学校